# Cour jacobite de Saint-Germain en Laye

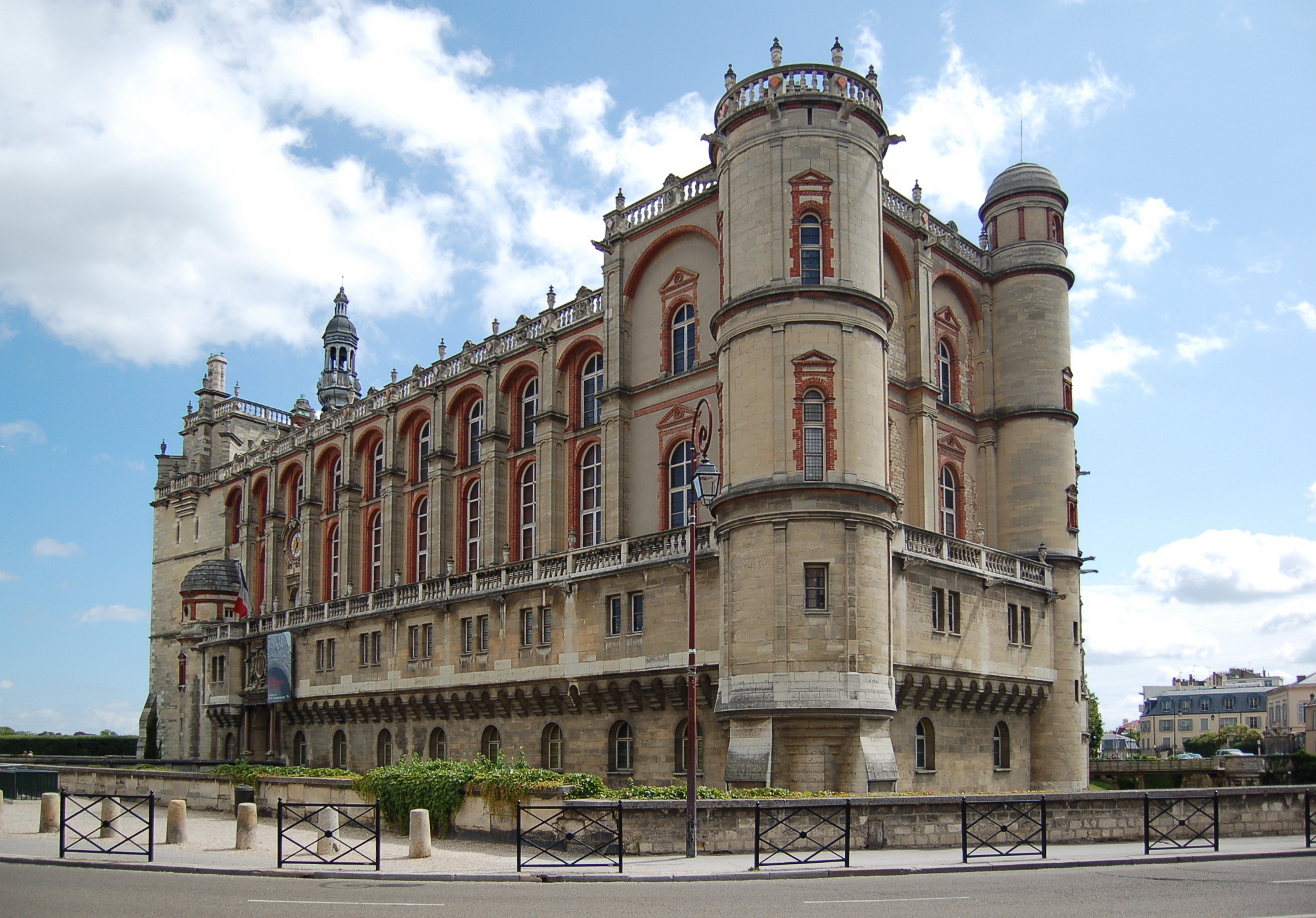
Château Vieux de Saint-Germain-en-Laye, siège de la cour de Jacques II et de ses successeurs.

Armoiries de la maison Stuart en tant que rois d’Angleterre.

En 1688, le roi Jacques II qui régnait depuis 1685 perd son trône durant la Glorieuse Révolution anglaise. Son prénom en latin est Jacobus ; les royalistes britanniques et irlandais qui lui étaient restés fidèles ainsi qu'à ses successeurs sont connus comme « jacobites ».

## Historique
Jacques II traverse la Manche sur le navire d'un grand négociant irlandais devenu corsaire, Phillip Walsh, et il est accueilli en 1689 par son cousin le roi de France Louis XIV, qui l'installe avec ses courtisans et sa famille dans le château de Saint-Germain-en-Laye, qu'il a déserté depuis 1673 pour s'installer à Versailles. 
En 1700, le registre paroissial de Saint-Germain-en-Laye fait ainsi état de la présence de 1 729 noms de jacobites. Leur cimetière est situé sous l'actuelle place du marché de la ville. 
Cet exil français du roi Jacques II d'Angleterre est brièvement interrompu par le débarquement de Kinsale, qui le voit prendre pied en Irlande le 12 mars 1689 à la tête de 30 navires et 10 000 soldats français, pour tenter sans succès de renverser la Glorieuse Révolution britannique. Le traité de Limerick de 1691 met fin à cette aventure.
La principale concentration de Jacobites sur le continent européen, s'était regroupée à Saint-Germain-en-Laye autour de Jacques II. Selon les calculs de l'historien Guy Chaussinand-Nogaret, 2 500 personnes constituent le chiffre moyen de la population jacobite de Saint-Germain, entre 1690 et 1702, cette période correspondant au maximum d'entrées sur les registres paroissiaux de la commune. 
Il évalue au même niveau le nombre de réfugiés résidant à Paris, pour l'essentiel dans la paroisse Saint-Sulpice et dénombre quelque deux mille individus établis dans les ports — surtout bretons, la communauté des Irlandais de Nantes étant la plus nombreuse.
La cour de Saint-Germain est le centre de gravité de la Brigade irlandaise. Parmi les principaux serviteurs du roi Jacques II, Piers Butler vicomte de Galmoy (1652-1740), obtient le titre de comte de Newcaste. Il avait levé à ses frais un régiment de cavalerie, The Galmoy’s horse, au service de la cause jacobite, lors des batailles de La Boyne, d’Aughrim et du siège de Limerick. Pendant vingt ans, lors de la guerre de la Ligue d'Augsbourg il sert le roi de France à la tête d’un régiment d’infanterie à son nom, le régiment Butler. Il est promu maréchal de camp (1702), lieutenant général (1705), le plus haut grade de l’armée de terre. Il reçoit du roi de France une pension de 19 200 livres.
La cour jacobite fut l'occasion d'importer en France le système des loges maçonniques qui prévalait en Grande-Bretagne. Il est probable qu'une loge maçonnique ait fonctionné à Saint-Germain-en-Laye dès 1689 et qu'elle ait réuni les assez nombreux francs-maçons écossais qui y étaient présents.
En 1713, le chevalier de Saint-Georges est parti pour Bar-le-Duc avec la plupart des Jacobites protestants, la reine s'était à peu près retirée au Couvent de Chaillot, et la ville demeura pleine d'Irlandais catholiques dans la plus grande détresse. Selon le Mémorial de la Cour de saint-Germain, « le lundi 7 août (1713), sur le soir, on dit à Sa Majesté (Louis XIV) que l'on avait rapporté que le château de Saint-Germain était presque désert. - Il est vrai, dit la reine, que ce qu'il y a de meilleur a passé depuis peu en Angleterre. Cela ne me soulage de rien, car la ville est toute pleine d'Irlandais qui sont la pauvreté même ; il a passé 20 000 hommes en France et, de cela, il ne reste pas 6 000 hommes effectifs ; le reste a péri dans les armées, mais leurs enfants et leurs femmes sont demeurées à notre charge, et dès que le bruit s'est répandu que je devais toucher mon douaire, des Irlandais se sont disposés à passer en France. Le 26 Septembre, le Père Guiustianini vint ici qui entretint la reine fort au long des misères qui se trouvent à Saint-Germain, disant qu'il y avait des pauvres gens qui passaient jusqu'à trente heures sans prendre de nourriture. Grâce à l'intervention de Madame de Maintenon, on peut arracher au trésor royal quelques maigres subsides, tout juste suffisant pour empêcher ces malheureux de mourir de faim. »
Nombre de chômeurs, mendiant une solde ou une pension, humiliés, misérables, vivant dans des chambres meublées, dans les petits hôtels de Saint-Sulpice, tombent sous la dépendance du roi de France qui leur alloue quelque pension, ou vivent de la charité publique. À Saint-Germain et à Paris, 345 réfugiés misérables, tous des meilleures maisons d'Angleterre et d'Irlande, et beaucoup chargés de famille, vivent des petits secours que leur distribuent l'ex-reine d'Angleterre et le curé de Saint-Sulpice. D'autres acceptent de petites besognes d'espionnage qui entretiennent un courant de défiance et contribuent à dissoudre l'union autour du roi que la cour de Saint-Germain avait à peu près réussi à préserver. Les Jacobites se diluent dans la société ambiante et ne préservent leur originalité nationale que dans l'armée où les régiments les maintiennent en corps. 
La déclaration royale du 30 novembre 1715 accorde la nationalité française aux officiers, gens de guerre et soldats ayant servi dix ans. Les alliances conclues très tôt, dans la noblesse la mieux nantie, avec des familles françaises ont également favorisé le glissement vers une naturalisation française, facilitée par le niveau de vie moyen élevé d'une partie des réfugiés.